# ブリギッタ・ブルガリ
ブリギッタ・ブルガリ（Brigitta Bulgari、Brigitta Bui（ブリギッタ・ブイ）、ハンガリー語: Kocsis Brigitta（コチシュ・ブリギッタ）、1982年9月29日 - ）は、ハンガリーのポルノ女優。

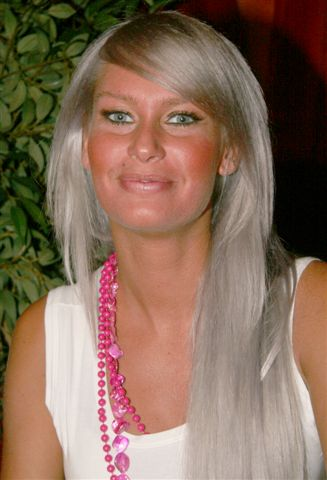
ブリギッタ・ブルガリ